# Фриск, Яльмар
Ялмар Фриск (швед. Jöns Ivan Hjalmar Frisk; 4 августа 1900, Гётеборг, — 1 августа 1984, там же) — шведский лингвист-эллинист, автор трёхтомного словаря «Griechisches etymologisches Wörterbuch» (этимологического словаря древнегреческого языка, написан по-немецки).

## Биография
Рано начал заниматься индоевропеистикой. В 1927 году опубликовал перевод «Перипла Эритрейского моря» (Περίπλους τῆς Ἐρυθρᾶς θαλάσσης). С 1951 по 1966 год был ректором Университета Гётеборга. В 1963 г. воспротивился правительственному плану слияния Университета Гётеборга с Техническим университетом Чалмерса, и оно не состоялось. В 1968 году был избран членом Шведской королевской академии наук.

## Некоторые труды
- Quelques noms de la tempe en indo-européen. Göteborg, 1951.
- Griechisches Etymologisches Wörterbuch. Bd. I—III. Heidelberg, 1954—1972.
- Kleine Schriften zur Indogermanistik und zur griechischen Wortkunde. Göteborg, 1966.
- Bankakten aus dem Faijûm nebst anderen Berliner Papyri. Milano, 1975.
- Studien zur griechischen Wortstellung. Ann Arbor, Mich., 1981.